# Deutschlandcup Kanu-Wildwasserrennsport
Der Deutschlandcup Kanu-Wildwasserrennsport war eine zwischen 2000 und 2012 existierende Wettkampfserie im Wildwasserrennsport. Der Deutschlandcup wurde in den Leistungsklassen der Herren K1, C1 und C2 und der Damen K1 und ebendieser Klassen im Juniorenbereich ausgetragen. Die Anzahl der einfließenden Wettkämpfe variierte von Saison zu Saison.
Die Veranstalter des Deutschland-Cups erarbeiteten für 2011 ein neues Konzept für die Rennserie. Dieses wurde jedoch nicht ausreichend kommuniziert, so dass das Interesse von Seiten der Sportler ausblieb. 2012 und in Planungen für 2013 wurden vor allem die Änderungen in der Ergebniswertung rückgängig gemacht, doch entgegen diesen Planungen wurde der Deutschlandcup seit dem Jahr 2013 nicht mehr ausgerichtet.

## Austragungsorte
- 2000: Monschau | Tittling | Unken | Düsseldorf | Köln | Augsburg
- 2001: Celle | Irrel | Birkenfeld | Monschau | Landeck | Düsseldorf | Köln | Augsburg
- 2002: Celle | Irrel | Diez | Birkenfeld | Monschau | Kramsach | Augsburg | Düsseldorf | Köln
- 2003: Diez | Siegburg | Monschau | Augsburg | Köln | München | Celle | Irrel
- 2004: Fulda | Monschau | Birkenfeld | Augsburg | Köln | München | Soltau | Irrel
- 2005: Fulda | Monschau | Tittling | Birkenfeld | Augsburg | Köln | Soltau | München | Irrel
- 2006: Fulda | Monschau | Birkenfeld | Augsburg | Köln | Soltau | München | Oberweis
- 2007: Fulda | Monschau | Tittling | Birkenfeld | Hohenlimburg | Augsburg | Köln | Soltau | München | Oberweis
- 2008: Fulda | Monschau | Hohenlimburg | Köln | Soltau | Köln | München | Oberweis
- 2009: Fulda | Monschau | Köln | Soltau | München | Oberweis
- 2010: Fulda | Monschau | Tittling | Augsburg | Köln | Soltau | München | Oberweis
- 2011: Köln | Soltau | München + Finale in München
- 2012: Oberweis | Fulda | Monschau | Birkenfeld | Hagen-Hohenlimburg | Murau | Finale in Irrel

Das Finale des Deutschlandcups 2012 war in Murau in Österreich geplant, konnte dort aber nicht stattfinden, sondern wurde nach Irrel verlegt.

## Punktesystem

### 2000–2010
Die Punkteverteilung entsprach der Punkteverteilung im Wildwasserrennsport-Weltcup.
| Platz  | 1  | 2  | 3  | 4  | 5  | 6  | 7  | 8  | 9  | … |
| Punkte | 50 | 46 | 43 | 41 | 39 | 38 | 37 | 36 | 35 | … |

### Seit 2011
2011 wurde ein neues Konzept eingeführt, um den Deutschlandcup im Bewusstsein von Sportlern und Fans besser zu verankern. Zu den Neuerungen gehörte u. a.
- die Entkoppelung des Deutschlandcups von den etablierten Rennen, welche in die Wertung der deutschen Qualifikationsrangliste im WWR eingehen,
- eine Verlagerung der Rennserie in den Spätsommer, um Anreiz für die Wettkämpfe nach den internationalen und nationalen Höhepunkten zu schaffen,
- ein finales Entscheidungsrennen, um einen spannenderen Höhepunkt zur Ermittlung der Gesamtsieger zu schaffen.

Für 2012 wurden wieder die Ranglistenrennen in die Wertung aufgenommen. Die Entscheidung in einem Finalrennen wurde beibehalten. Die Punkteverteilung wurde in eine Zählweise geändert, welche nur gutplatzierte Sportler mit Punkten belohnt:
| Platz  | 1  | 2 | 3 | 4 | 5 | 6 | 7 | 8 | 9 |
| Punkte | 10 | 8 | 7 | 6 | 5 | 4 | 3 | 2 | 1 |

## Siegerlisten
| Jahr | K1 Herren            | K1 Damen                 | C1 Herren            | C2 Herren                         |
| ---- | -------------------- | ------------------------ | -------------------- | --------------------------------- |
| 2000 | Florian Wohlers      | Sabine Haas (geb. Füßer) | Stephan Stiefenhöfer | Gregor Simon / Thomas Haas        |
| 2001 | Stephan Stiefenhöfer | Sabine Füßer             | Uli Andrée           | Gregor Simon / Thomas Haas        |
| 2002 | Florian Wohlers      | Sabine Füßer             | Uli Andrée           | Gregor Simon / Thomas Haas        |
| 2003 | Florian Wohlers      | Sabine Füßer             | Uli Andrée           | Maik Schmitz / Nils Knippling     |
| 2004 | Sebastian Verhoef    | Sabine Füßer             | Stephan Stiefenhöfer | Gregor Simon / Thomas Haas        |
| 2005 | Max Hoff             | Sabine Füßer             | Normen Weber         | Ulrich Fahlbusch / Lutz Fahlbusch |
| 2006 | Sebastian Verhoef    | Sabine Füßer             | Normen Weber         | Uli Andrée / Patrick Driesch      |
| 2007 | Tobias Bong          | Sabine Füßer             | Normen Weber         | Tobias Trzoska / Martin Ulrich    |
| 2008 | Christian Heil       | Sabine Füßer             | Normen Weber         | Maik Schmitz / Nils Knippling     |
| 2009 | Sören Falkenhain     | Sabine Füßer             | Normen Weber         | René Brücker / Normen Weber       |
| 2010 | Achim Overbeck       | Alke Overbeck            | Normen Weber         | René Brücker / Normen Weber       |
| 2011 | Tobias Bong          | Sabine Füßer             | Normen Weber         | René Brücker / Normen Weber       |
| 2012 | Tobias Bong          | Alke Overbeck            | Normen Weber         | René Brücker / Normen Weber       |